# Spencer Haywood
Spencer Haywood (* 22. April 1949 in Silver City, Mississippi) ist ein ehemaliger US-amerikanischer Basketballspieler. Er spielte zwischen 1969 und 1970 ein Jahr in der ABA und danach von 1970 bis 1983 in der NBA. Haywood ist 2,06 m groß und spielte auf der Position des Power Forward.

## Leben
Haywood wuchs mit neun Geschwistern im ländlichen Mississippi auf. Im Alter von 15 Jahren zog er zu seinem Bruder nach Detroit. Dort besuchte er die Pershing Highschool, mit der er 1967 die Highschool Meisterschaft von Michigan gewann. Haywoods Noten waren zu schlecht, um eines der zahlreichen Sportstipendien anzunehmen, deshalb ging er für ein Jahr an das Trinity State Junior College. Im darauf folgenden Sommer von 1968 spielte Haywood für das US-Basketballteam bei den Olympischen Spielen 1968 in Mexiko-Stadt und gewann Gold. Danach begann er ein Studium an der University of Detroit, wo er in der Saison 68/69 mit 32 Punkten und 22 Rebounds pro Spiel überragende Leistungen brachte. Haywood entschied sich daher, sein Studium abzubrechen und Profisportler zu werden.
Da er als sog. „Underclassman“ (Student ohne Abschluss) nicht direkt in die NBA durfte, spielte er 69/70 für die Denver Rockets in der ABA. Durch seine erneut herausragenden Leistungen (30 Punkte und 19,5 Rebounds pro Spiel) wurde er als Rookie und mit gerade 20 zum MVP der ABA gewählt. Zudem wurde er ABA Rookie of the Year und MVP des ABA All-Star Game. Doch Haywood war nicht zufrieden, er wollte in die „große“ NBA wechseln. 1970 unterzeichnete er – trotz des Underclassmen-Verbots – einen Vertrag mit den Seattle SuperSonics. Die NBA reichte Widerspruch ein, es ging vor Gericht. Der Supreme Court entschied schließlich zu Haywoods Gunsten und veranlasste die NBA, ihre Draftregeln zu ändern. Erst das Haywood-Urteil machte den Weg frei für den Strom an Underclassmen in der heutigen NBA, von Magic Johnson über Kevin Garnett bis LeBron James.
Haywoods Leistungen fanden merkwürdigerweise bereits 1973 ihren Höhepunkt (29,2 Punkte und 12,9 Rebounds pro Spiel). Danach baute Haywood, obwohl erst Anfang 20, kontinuierlich ab. Nach einer erfolgreichen Zeit bei den Sonics, schickten diese ihn 1975 zu den New York Knicks. Dort spielte er vier Jahre bei weiter fallenden Leistungen und wurde dann in der Saison 78/79 zu den New Orleans Jazz geschickt, die er nach der Saison aber wieder verließ. Es folgte ein Jahr bei den Los Angeles Lakers, mit denen er 1980 die NBA-Meisterschaft gewinnen konnte, sowie eines in Europa bei Reyer Venezia Mestre aus Italien, gefolgt von zwei Jahren bei den Washington Bullets, bis Haywood 1983 seine Karriere beendete. Während seiner NBA-Karriere wurde Haywood viermal in das NBA All-Star Game eingeladen (1972–1975). Die SuperSonics zogen seine Trikotnummer #24 nach seinem Karriereende zurück, so dass diese Nummer nicht mehr vergeben wird. Haywood brachte es in 844 ABA- und NBA-Spielen auf durchschnittlich 20,3 Punkte und 10,3 Rebounds.
Im Jahr 2015 wurde Haywood in die Basketball Hall of Fame aufgenommen.
Haywood war zudem mit dem Model Iman Abdulmajid, der späteren Ehefrau von Popstar David Bowie, verheiratet. Aus dieser 1987 geschiedenen Ehe stammt auch Zulekha Haywood (* 5. Juli 1978).